# یواس‌اس فرن (۱۸۷۱)
یواس‌اس فرن (۱۸۷۱) (به انگلیسی: USS Fern (1871)) یک کشتی بود که طول آن ۱۶۰ فوت (۴۹ متر) بود. این کشتی در سال ۱۸۷۱ ساخته شد.